# Code Geass
Code Geass: Lelouch of the Rebellion (яп. コードギアス 反逆のルルーシュ Ко:до Гиасу  Хангяку но Руру:сю, «Код Гиасс: Восставший Лелуш») — аниме-сериал 2006 года, признанный одним из трёх лучших телевизионных аниме-сериалов на 6-й ежегодной премии «Tokyo Anime Awards» в 2007 году.
Режиссёр — Горо Танигути. Дизайн персонажей для сериала был выполнен группой CLAMP и доработан Такахиро Кимурой. В 2006 году вышли в свет две манга-адаптации — Code Geass: Lelouch of the Rebellion и Code Geass: Nightmare of Nunnally. В 2007 году появилась третья манга-адаптация — Code Geass: Suzaku of the Counterattack, а в 2008 году — альтернативная манга Code Geass: Tales of the Alternate Shogunate.
Второй сезон сериала Code Geass: Lelouch of the Rebellion R2 выходил с апреля по сентябрь 2008 года.
6 января 2010 года Bandai официально заявили о съёмках продолжения, хотя о подробностях сюжета или конкретной дате сообщено не было.
22 апреля 2010 года был анонсирован спин-офф Code Geass GAIDEN: Boukoku no Akito (яп. コードギアス　GAIDEN 亡国のアキト Ко:до Гиасу Гаидэн Бо:коку но Акито, «Код Гиасс: Акито с опустошённой земли»). Действие происходит в 2017 году; группу японцев отправляют на миссию в Европу, хотя вероятность её успешного завершения не превышает 5 %. Первый эпизод вышел 4 августа 2012. По состоянию на февраль 2016 вышло пять эпизодов.
27 ноября 2016 года в честь десятилетия франшизы было объявлено, что аниме получит продолжение истории Лелуша, выход которого планируется вместе с выходом трёх фильмов, пересказывающие события первых двух сезонов. Продолжение станет четвёртым, оно получило название «Код Гиас: Лелуш Воскресший» (яп. コードギアス　復活のルルーシュ Ко:до Гиасу Фуккацу но Руру:сю). События в фильме происходят спустя два года после окончания третьего фильма. Режиссёр аниме Горо Танигути также отметил, что в данном сезоне Лелуш действительно вернётся, и что это не его двойник и не альтернативная история.
5 декабря 2020 года было объявлено о создании аниме-сериала Code Geass: Dakkan no Z (яп. コードギアス 奪還のゼット Code Geass: Z of the Recapture), который станет прямым продолжением фильма.

## Сюжет

### Сеттинг
Действие сериала происходит в мире альтернативной истории, где Британия (Священная Британская империя) — агрессивная и самая могущественная держава — располагается преимущественно на Американском континенте, тогда как Британские острова находятся в составе Евросоюза. Летоисчисление ведётся по Имперскому календарю, от даты основания Трона Британии, обозначаясь аббревиатурной a.t.b. (Ascension Throne Britannia — Вознесение/Возвышение Трона Британии); разница с юлианским или григорианским календарём составляет 55 лет: год (n) a.t.b. = год (n-55) н. э..

### Первый сезон
10 августа 2010 года a.t.b. (1955 года н. э.) одна из трёх сверхдержав в мире, Священная Британская империя, объявила войну Японии. Причиной этому стал многолетний дипломатический конфликт, спровоцированный японской стороной. Для наземной операции Британия впервые использовала свою новейшую разработку — антропоморфные боевые машины, Найтмер Фрейм, противостоять которым японская армия была не в силах. В результате непродолжительной войны Япония потерпела поражение, потеряла суверенитет и была переименована в Зону 11. Британцы отныне являются в стране привилегированным сословием, а коренные жители Японии зовутся «одиннадцатыми» и подвергаются дискриминации. Некоторые из них, именуемые британцами «террористами», собираются в группировки, пытаясь отвоевать родине независимость, но безуспешно. Семь лет спустя отвергнутый принц Империи Лелуш Ламперуж, сосланный вместе с сестрой Нанналли в Японию за год до войны в качестве политического заложника, случайно попадает в самый центр конфликта между японскими террористами, похитившими ценную для правительства капсулу, и британскими солдатами, получившими задание вернуть похищенное и выявить сообщников. В капсуле Лелуш находит таинственную девушку C.C. и получает от неё особую силу — Гиасс, с помощью которой можно заставить любого человека выполнить какой угодно приказ. Используя эту силу, Лелуш решает отомстить убийцам матери и создать мир, в котором его младшая сестра, неспособная видеть и ходить в результате психологической травмы, полученной при нападении, сможет жить счастливо. Скрыв лицо маской для конспирации и взяв себе кодовое имя «Зеро», юноша становится лидером одной из террористических группировок, формирует из неё мощную организацию под названием «Орден Чёрных Рыцарей» и начинает войну с Британской Империей, в то время как его друг детства, сын бывшего премьер-министра Японии Куруруги Судзаку, сражается на стороне Британии в надежде изменить эту страну изнутри.

### Второй сезон
Действие происходит через год после событий первого сезона в 2018 a.t.b. (1963 н. э.). Поднятый Зеро бунт, получивший название «Чёрное восстание», был подавлен. Многие его участники захвачены, сам Зеро исчез и признан мертвым. Чтобы в будущем не допустить подобных беспорядков, к «одиннадцатым» стали применять исправительный режим правления. Лелуш Ламперуж ведёт жизнь простого студента и, похоже, не помнит о своем прошлом. Кроме того, вместо сестры у него появился брат — Ролон Ламперуж. Остатки Ордена Чёрных Рыцарей проводят операцию, в ходе которой С.С. выходит на контакт с Лелушем и возвращает ему память. Позже выясняется, что его воспоминания были переписаны с помощью гиасса его отцом, британским императором, чтобы найти С.С., Нанналли похищена, а Ролон является агентом, готовым в любой момент убить Лелуша. Несмотря на все эти обстоятельства, Лелуш вновь становится Зеро и продолжает борьбу с Британией, а впоследствии — и со всем миром.

## Мир Code Geass

### Предыстория
Согласно упоминаемым в манге и ранобе деталям сеттинга, первая известная развилка данной вселенной с реальным миром возникла в 55 год до н. э. (1 год a.t.b.), во время попытки римлян вторгнуться на остров Великобританию. Здесь, в отличие от событий реальной истории, Юлий Цезарь встретился с сильным сопротивлением местных кельтских племен, и глава бриттов Элвин I, отстояв независимость от Римской империи, стал основателем монаршей семьи и трона Британии.
Здесь Война за независимость, в историографии Британской империи носящая название «мятеж Вашингтона», колонистами Северной Америки была проиграна, и Британия продолжила завоёвывать Американский континент. Однако вскоре, в XIX веке, в Век Революций, Наполеон выиграл Трафальгарское сражение, в результате чего смог оккупировать Британские острова. Пройдя череду связанных с этими событиями злоключений и унижений, отказавшись от трона на своей родине, британская монаршая семья и немногочисленные лоялисты в конце концов выбрались в североамериканские колонии, и основав там новую столицу, создали Священную Британскую империю. Британские острова вошли в состав оставшейся после Наполеона огромной, занимавшей чуть не всю Европу империи, которая трансформировалась затем в Евросоюз.

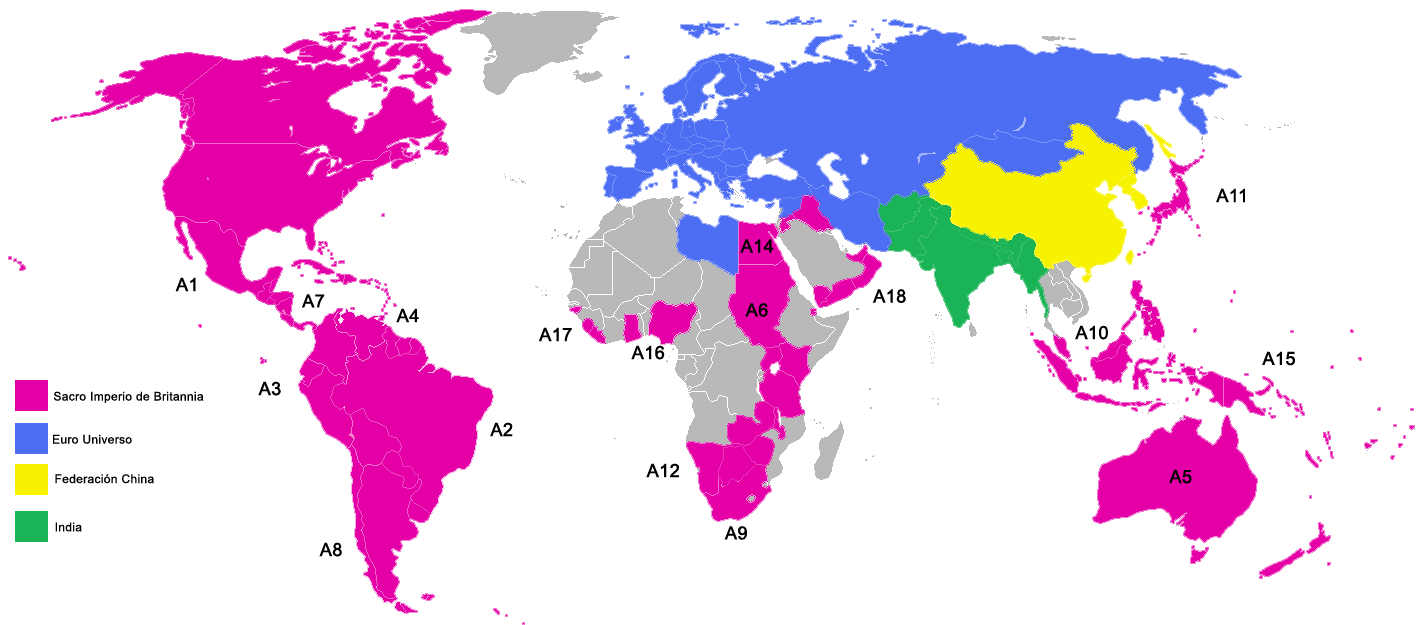
Карта мира, в котором разворачивается действие аниме. Обозначены:
Маджента — Священная Британская Империя
Жёлтым — Китайская Федерация
Голубым — Демократический Евросоюз
Зелёным — Индия
Серым — Независимые государства

### Державы
Священная Британская Империя (яп. 神聖ブリタニア帝国 Синсэи Буританиа Тэикоку) к 2010 году a.t.b. безоговорочно стала самым могущественным государством мира. К середине 2010 a.t.b. когда происходил захват Зоны 11, Британская Империя занимала одну треть мира, то есть, весь Американский континент. В 2017 году a.t.b. была захвачена Зона 18, что означало, что страна продвинулась к Африке. До 2010 года a.t.b. между Британией и Японией был дипломатический конфликт, спровоцированный Куруруги Гэмбу, премьер-министром Японии. На момент действия второго сезона в 2018 году a.t.b. Британская Империя ведёт успешную наступательную войну с Европейским союзом. Россия в мире Code Geass на 2017 г. a.t.b. целиком, за исключением Приморского края, относится к ЕС, но в 2018 г. a.t.b. присоединена к Британской Империи.
Китайская Федерация (яп. 中華連邦 Тю:ка Рэмпо:) является монархией, во главе которой стоит император, и охватывает Азиатский и Тихоокеанский регионы, включая страны Центральной, Южно-Восточной и Юго-Восточной Азии. Является самой густонаселенной и самой бедной из трёх сверхдержав.
Её политические структуры и организации напоминают бывшую империю Китая. Император рассматривается как живое божество и обладает абсолютной политической властью, хотя при императрице Тянь Цзы функции императора стали номинальными, а империя управляется «Старшими Евнухами». Ставка императора — Запретный Город Вермилион — является огромным дворцом, расположенным в столице империи Лоян.
Движение сопротивления в Индии предоставляет Ордену Чёрных Рыцарей их ведущего технолога Ракшату в надежде, что независимая Япония в ответ поможет им обрести независимость от Китая.
Евро Союз (яп. ユーロ・ユニバース Ю:ро Юниба:су), или ЕС, демократическое образование, объединяет всю Европу, включая Британские о-ва, Африку и Россию. Находится в постоянном конфликте с Британией. Во втором сезоне Шнайзель, командуя армией Британии, успешно завоевывает почти половину территории ЕС, включая Португалию, Испанию, Францию, половину Африки, и всю Россию. Италия, Австрия, Польша и ряд других стран общим числом 47 объединились в Федерацию Объединённых Наций. В ЕС остались Великобритания, Ирландия, Германия, Голландия, Бельгия, Норвегия, Дания, Швеция, Финляндия, Украина, Беларусь и область Африки вблизи Конго.
Федерация Объединённых Наций — государство, образованное 1 июля 2018 года a.t.b. для противодействия завоевательной политики Британской империи. Инициатором этого процесса стал Орден Чёрных Рыцарей во главе с Зеро (Лелушем). Первоначально в состав ФОН входило 47 государств (Италия, Польша, Саудовская Аравия, Китай и др.). Страны, вошедшие в ФОН, обязались отказаться от опоры на собственные вооружённые силы, а функцию армии ФОН взял на себя Орден Чёрных Рыцарей. На подписание соглашения о создании ФОН было вынесено первое постановление Ордена — ведение войны с Британией за Японию. Когда Лелуш стал императором Британии, он хотел включить её в состав ФОН. После победы Лелуша над Шнайзелем страны — члены ФОН вошли в состав Британии и были расформированы (хотя Лелуш и именовал себя председателем ФОН и верховным главнокомандующим Ордена Чёрных Рыцарей).

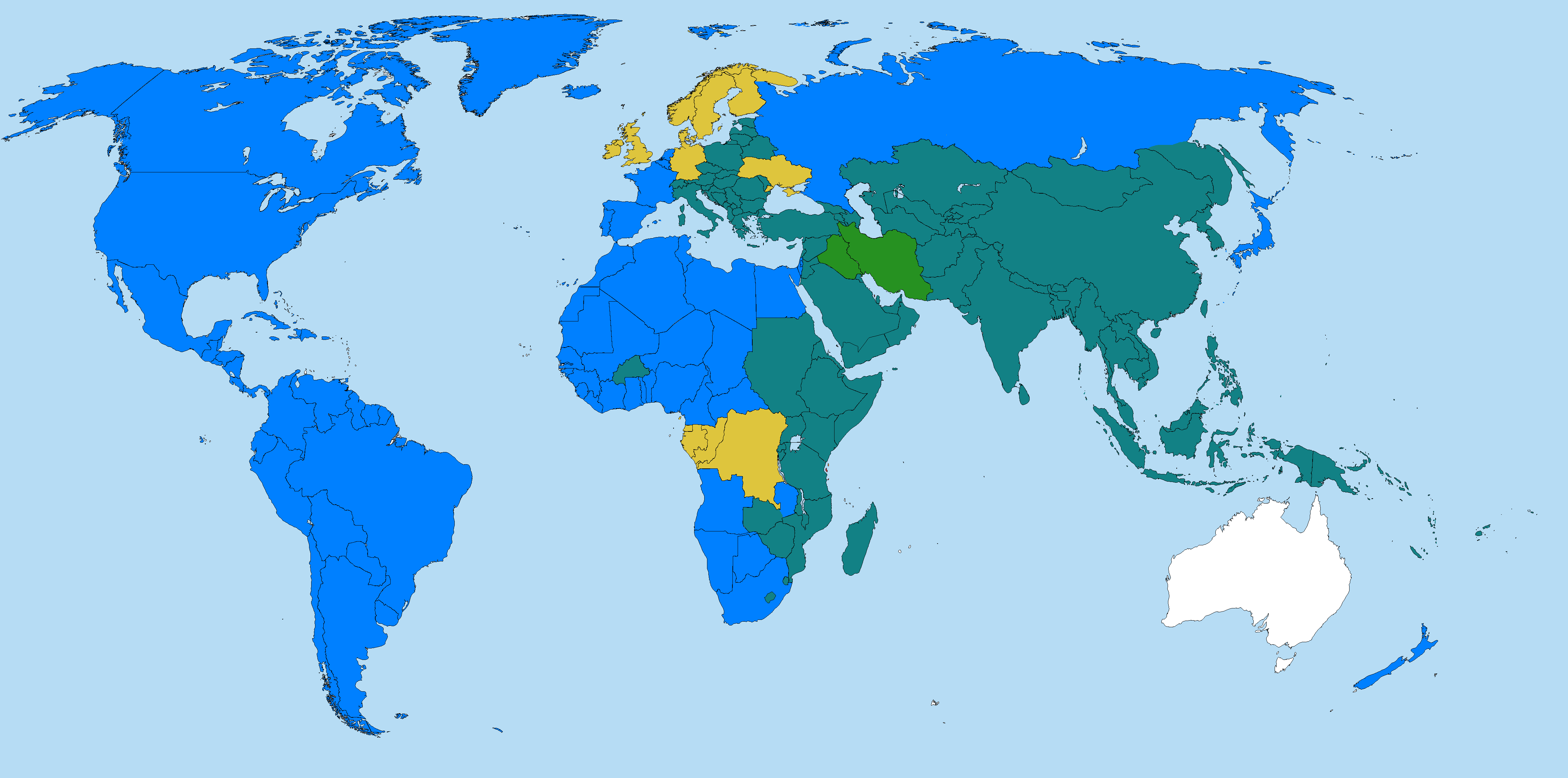
Карта мира к концу 2 сезона аниме-сериала. Обозначены:
Голубым — Священная Британская Империя
Зелёным — Соединённые штаты мира
Жёлтым — Евросоюз
Белым — Независимые государства

### Организации
Зона 11. Прежде была известна под именем Япония. Страна очень богата ресурсами сакурадайта, что является основной причиной захвата Японии.
После захвата Японии британцами местных жителей выселили в гетто на развалины, но за заслуги перед новой властью некоторые из японцев могли стать пожалованными британцами.
В 19 серии принц Шнайзель находится в странном храме на острове Каминедзима. Он предполагает, что его отец, Император Британии, захватывал и другие страны именно из-за этих мест.
В 21 серии Евфимия объявляет территорию вокруг горы Фудзияма «Особым Административным Регионом Японии», в котором «одиннадцатым» будут возвращены их права. Однако во время церемонии открытия Евфимия случайно попадает под действие гиасса Лелуша и истребляет всех присутствующих. После этого инцидента Британия надолго потеряла доверие японцев, и существование Особого Административного Региона было поставлено под угрозу.

Академия Эшфорд

Академия Эшфорд. Академию основали родители Милли. В ней учатся Лелуш, Судзаку, Милли, Ривал, Нина и Ширли.
Школа разделена на две части — среднюю и старшую. Все студенты, за исключением Лелуша и Нанналли, живут в общежитиях. Так как Нанналли инвалид, им разрешили поселиться в особняке Студенческого Совета.
В академии каждый год проходит фестиваль, на котором традиционно выпекают пиццу диаметром 2 метра. Но в 2017 году Милли решила испечь её в диаметре 20 метров, чем заставила заняться Ривала, Лелуша и Судзаку.
Орден Чёрных Рыцарей. Зеро создал эту организацию из группы террористов. Позже к ним стали присоединяться новые люди. По словам Зеро, организация борется с теми, кто необоснованно использует силу. После того, как Орден одержал ряд побед, они получили финансирование террористической группировки «Киото». Они дали «Чёрным Рыцарям» качественное оружие, в том числе и Гуррен МК2, который пилотирует Карен. Орден стал основной силой успешно противостоявшей Британии в Японии и возглавившей людей во время «Чёрного Восстания».
После провала во время «Чёрного Восстания» орден был почти полностью разбит, большинство было взято в плен, а некоторые бежали в Китайскую Федерацию. После освобождения пленных у посольства орден быстро начал восстанавливать силу. После изгнания расположился вблизи Китайской Федерации на искусственно созданном острове Хорай, туда же прибыло новое вооружение ордена из Индии.
Орден стал единственной вооружённой организацией в ФОН.
Рыцари Круглого стола — королевская гвардия, состоящая из 12 солдат (позже из 13) под командованием императора Британии. Они действуют отдельно от британской армии и получают приказы лично от императора. Каждый рыцарь имеет ранг от 1 до 12 и собственный уникальный Найтмер. Также первому рыцарю дается право выбрать подконтрольную ему зону. Во втором сезон Лелуш ввёл рыцаря нулевой ступени.

### Найтмер Фрейм
Knightmare Frame — Найтмер Фрейм — антропоморфная боевая машина, разработанная в Британской Империи. Название можно буквально перевести как «рыцарский конь» (от «Knight» — рыцарь и «mare» — племенная лошадь). Найтмеры являются элитой армии Британии и лучшей боевой техникой в мире. Найтмеры универсальны, обладают высокой скоростью и маневренностью. Многие найтмеры вооружены гарпунами, которые позволяют им подниматься на значительную высоту, притягивать предметы, преодолевать серьёзные препятствия, поражать противников на расстоянии и т. д. Наличие манипуляторов, подобных человеческим рукам, позволяет Найтмер Фреймам использовать значительный спектр вооружения: крупнокалиберные автоматические винтовки, гранатомёты, пусковые ракетные установки, а также мечи и прочее оружие ближнего боя.

### Гиасс
Гиасс — мистическая сила, позволяющая осуществлять непосредственное взаимодействие с чужим сознанием. Поскольку гиасс призван исполнять желание своего обладателя, у всех он проявляется по-разному. Его символ напоминает силуэт летящей птицы и расположен в глазу владельца. Сила гиасса может возрастать и выходить из-под контроля по мере использования.
Гиасс получают от носителей кода — бессмертных и нестареющих людей с меткой на теле. При заключении контракта ими предлагается некая сила в обмен на исполнение желания дарителя. Когда гиасс достигает максимальной мощности и открывается в обоих глазах владельца, этот человек получает возможность убить носителя кода. В этом случае код переходит к нему. Человек теряет гиасс и возвращается к жизни полноценным носителем кода.

## Список персонажей
Лелуш Ламперуж (яп. ルルーシュ・ランペルージ Руру:сю Рампэру:дзи) — Главный герой аниме и манги. На вид обыкновенный учащийся Академии Эшфорд, Лелуш Ламперуж, также называемый собственными друзьями «Лулу», на самом деле является сыном Императора Британии и последней императрицы Марианны и членом Британской имперской семьи. Его настоящее имя — Лелуш ви Британия (яп. ルルーシュ・ヴィ・ブリタニア Руру:сю ви Буританиа), до убийства его матери и потери сестрой возможности видеть и ходить во время нападения на резиденцию является одиннадцатым принцем и семнадцатым претендентом на трон. Десятилетний Лелуш обвинил Императора в том, что тот не смог защитить его мать и отказывается от прав наследника, в ответ Император отправил его в ссылку в Японию вместе с сестрой, где он использовался в качестве политического заложника во время конфликта из-за добычи минерала сакурадайт. Получив от бессмертной и нестареющей «ведьмы» C. С. (Си-си, яп. Си-цу) особую разновидность силы под названием Гиасс, Лелуш анонимно оказывает помощь группе повстанцев, взяв руководство боем на себя, и проявив при этом серьёзный тактический талант, наголову разбивает участвующих в бою британцев. Впоследствии, для сохранения анонимности, он продолжает своё общение с повстанцами, как неизвестный в маске, под именем Зеро. В результате общения он создаёт орден Чёрных рыцарей и становится его главой.
Сэйю: Дзюн Фукуяма, Саяка Охара (детство)

## Список эпизодов сериала
| Номер сезона | Название эпизодов                                    | Количество эпизодов | Дата первого выхода в эфир | Дата последнего выхода в эфир |
| ------------ | ---------------------------------------------------- | ------------------- | -------------------------- | ----------------------------- |
| 1            | Lelouch of the Rebellion                             | 25                  | 5 октября 2006             | 28 июля 2007                  |
| 2            | Lelouch of the Rebellion R2                          | 25                  | 6 апреля 2008              | 28 сентября 2008              |
| OVA-1        | Hangyaku no Lelouch Special Edition: Black Rebellion | 1                   | 22 февраля 2008            | 22 февраля 2008               |
| OVA-2        | Hangyaku no Lelouch R2 Special Edition: Zero Requiem | 1                   | 24 июля 2009               | 24 июля 2009                  |
| OVA-3        | Nunnally in Wonderland                               | 1                   | 27 июля 2012               | 27 июля 2012                  |
| OVA-4        | Boukoku no Akito                                     | 5                   | 04 августа 2012            | 6 февраля 2016                |

## Манга
В 2006 году была выпущена одноимённая манга-адаптация сериала Code Geass. Как и в аниме, главным героем манги является изгнанный принц Британской Империи Лелуш Ламперуж, получивший от зеленоволосой ведьмы С. С. силу гиасса и решивший с её помощью отомстить отцу и создать мир без войны для младшей сестры. Сценарий манги пишет Итиро Окоти, автор идеи и сценарист обоих сезонов аниме-сериала, а иллюстрирует Мадзико.
Вторая манга-адаптация носит название Code Geass: Nightmare of Nunnally (яп. コードギアス ナイトメア・オブ・ナナリー Ко:до Гиасу Наитомэа обу Нанари:, «Код Гиасс: Ночной кошмар Нанналли») и повествует о Нанналли Ламперуж. Старший брат девочки, Лелуш Ламперуж, пропадает без вести после взрыва в гетто, и на протяжении нескольких глав его судьба неизвестна. Явившаяся на место происшествия Нанналли находит куклу Немо, которая дает ей Найтмера и гиасс, позволяющий видеть линии будущего, а взамен забирает у Нанналли отрицательные черты её личности. В результате этого кукла становится двойником Нанналли. Используя гиасс вместо Нанналли и пилотируя Найтмера, Немо защищает её и помогает искать брата. Вторую мангу придумывает также Итиро Окоти, мангакой же является Томомаса Такума.
Третья манга называется Code Geass: Suzaku of the Counterattack (яп. コードギアス 反攻のスザク Ко:до Гиасу Ханко: но Судзаку, «Код Гиасс: Контратака Судзаку») и представляет собой взгляд на события сериала глазами Судзаку Куруруги.
4 декабря 2009 года была анонсирована четвёртая манга-адаптация — Code Geass: Shikkoku no Renya (яп. コードギアス 漆黒の連夜 Ко:до Гиасу Сико:ку но Рэ:ниа, «Код Гиасс: Темный Ренья»). Действие разворачивается в эпоху Эдо. Главный герой — Ренья, семнадцатилетний юноша с механической рукой. Сама история начинается, когда Ренья встречает С. С. Манга стартовала 26 мая в журнале Shounen Ace.

## Музыка
Музыка для сериала была написана Котаро Накагавой и Хитоми Куроиси, которые также работали над ранними творениями Танигути Горо — Planetes и Gun X Sword. Они также написали песни для вставки в эпизоды. Песни «Stories», «Masquerade», «Alone», «Innocent Days» и «Continued Story» исполняет сама Хитоми. А песни «Picaresque» и «Callin'» — Микио Сакаи, который так же работал с Хитоми и Котаро в Planetes.
Первая вступительная заставка называется «Colors» и исполняется группой Flow. Первый эндинг называется «Юкё сэсюнка» и исполняется группой Ali Project. Обе песни были заменены в 13 эпизоде на песни «Каидоку фуно», которую исполняет группа Jinn, и «Mosaic Kakera», которую исполняет SunSet Swish. Третья заставка была вставлена в 24-25 эпизодах. Он называется «Хитоми но цубаса» и исполняется группой Access.
Заставка и эндинг для второго сезона сериала, «O2» и «Shiawase Neiro» (1—12 серии), исполняются группой Orange Range. Заставку и эндинг «World End» и «Waga Routashi Aku no Hana» начиная с 13-й серии исполняют группы Flow и Ali Project соответственно.
Эндинги первого и второго сезонов были иллюстрированы Такахиро Кимурой и группой мангак CLAMP соответственно.
Первый оригинальный саундтрек был выпущен 20 декабря 2006 года, а второй 24 марта 2007. Все они были иллюстрированы Такахиро Кимурой. Песни в исполнении персонажей сериала были выпущены на отдельных drama CD.

## Медиа
Аниме-сериал Code Geass был адаптирован в мангу, ранобэ, видеоигры и drama CD. Также выпускаются артбуки и гиды.
30-минутное превью для всего сериала Code Geass: Emergency Navi News, включающее в себя интервью с сэйю, режиссёром, и продюсерами, а также историю создания, было показано 29 сентября 2006 года, за неделю до первого эпизода. Оно также вошло в первый DVD как бонус.